# 로마 유리

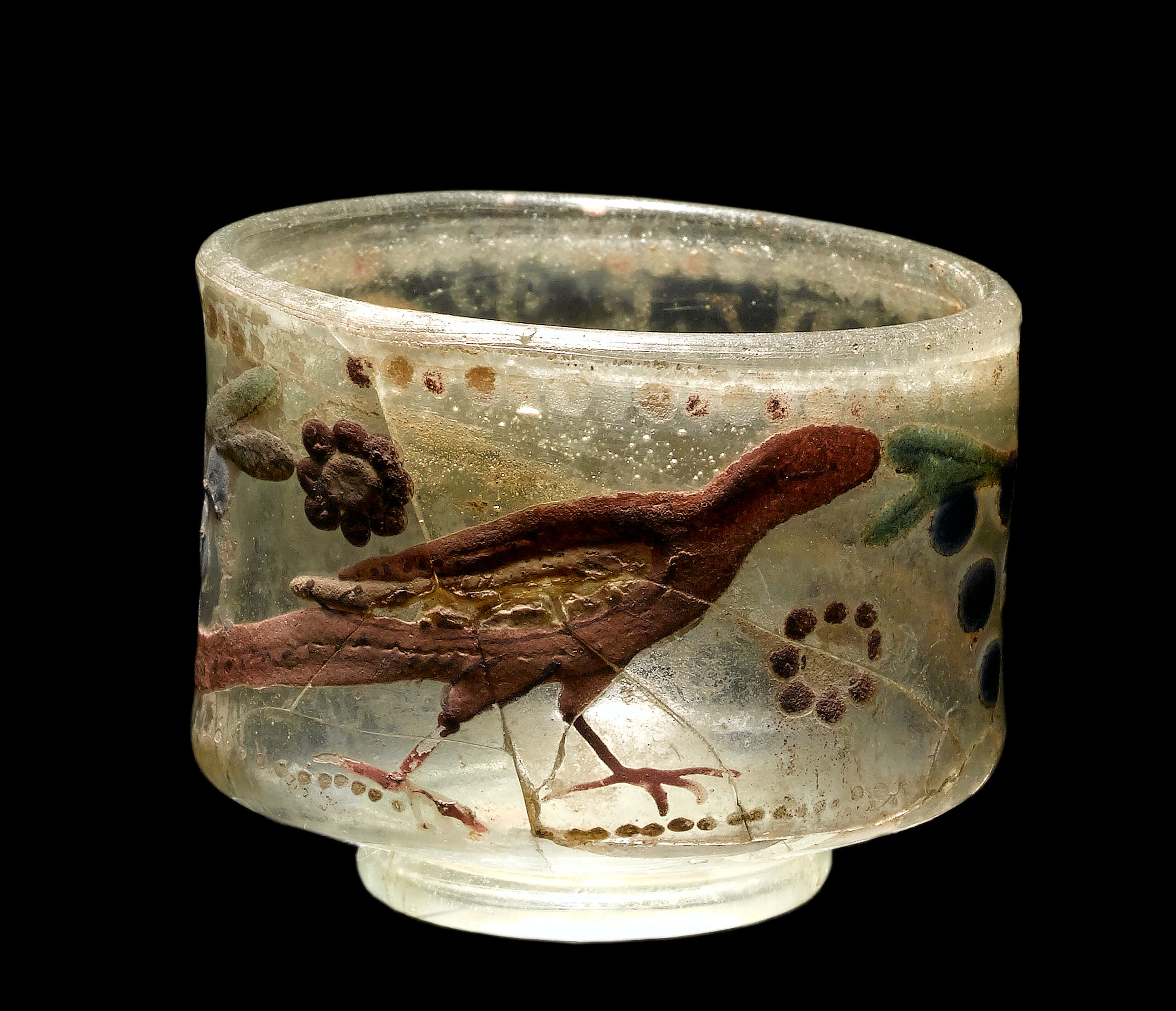

로마 유리(─琉璃, Roman glass)는 로마 제정 시작에서 제국의 동서 분열(395년)까지 약 5세기 동안 로마 제국에서 제조, 유통된 유리 제품의 총칭이다.
신라와 가야의 무덤에서 발굴된 유리용기는 대부분 로만 글라스이며, 동북아시아 대외교섭의 상징물이기도 하다.

기원전후 시기에 지중해 동부의 시리아인들이 창안한 대롱부기 기법이었다. 대롱불기 기법이란, 긴 대롱으로 풍선을 불어내는 것처럼 대롱 끝에 붙인 용융된 유리 덩이를 부풀려 유리그릇을 만드는 기술이다. 이 기술을 가진 시리아인들이 기원후 1세기에 로마제국의 중심지로 이주하였고 로마제국의 세계 곳곳과 교류함에 따라 세계 교역사에서 비싸고 귀중한 무역품으로 자리를 차지했다.

## 같이 보기
- 회절격자
- 슈파이어 포도주병

1. ↑  한국민족문화대백과사전